# Phaonia macroomata
Phaonia macroomata este o specie de muște din genul Phaonia, familia Muscidae, descrisă de Xue și Yang în anul 1998. Conform Catalogue of Life specia Phaonia macroomata nu are subspecii cunoscute.